# IPO9
IPO9‏ (Importin 9) هوَ بروتين يُشَفر بواسطة جين IPO9 في الإنسان.